# Maru (蔡英文寵物)
Maru是蔡英文養的一隻黑色拉布拉多犬，也是一隻退役導盲犬。它於2024年底過世。

## 領養過程

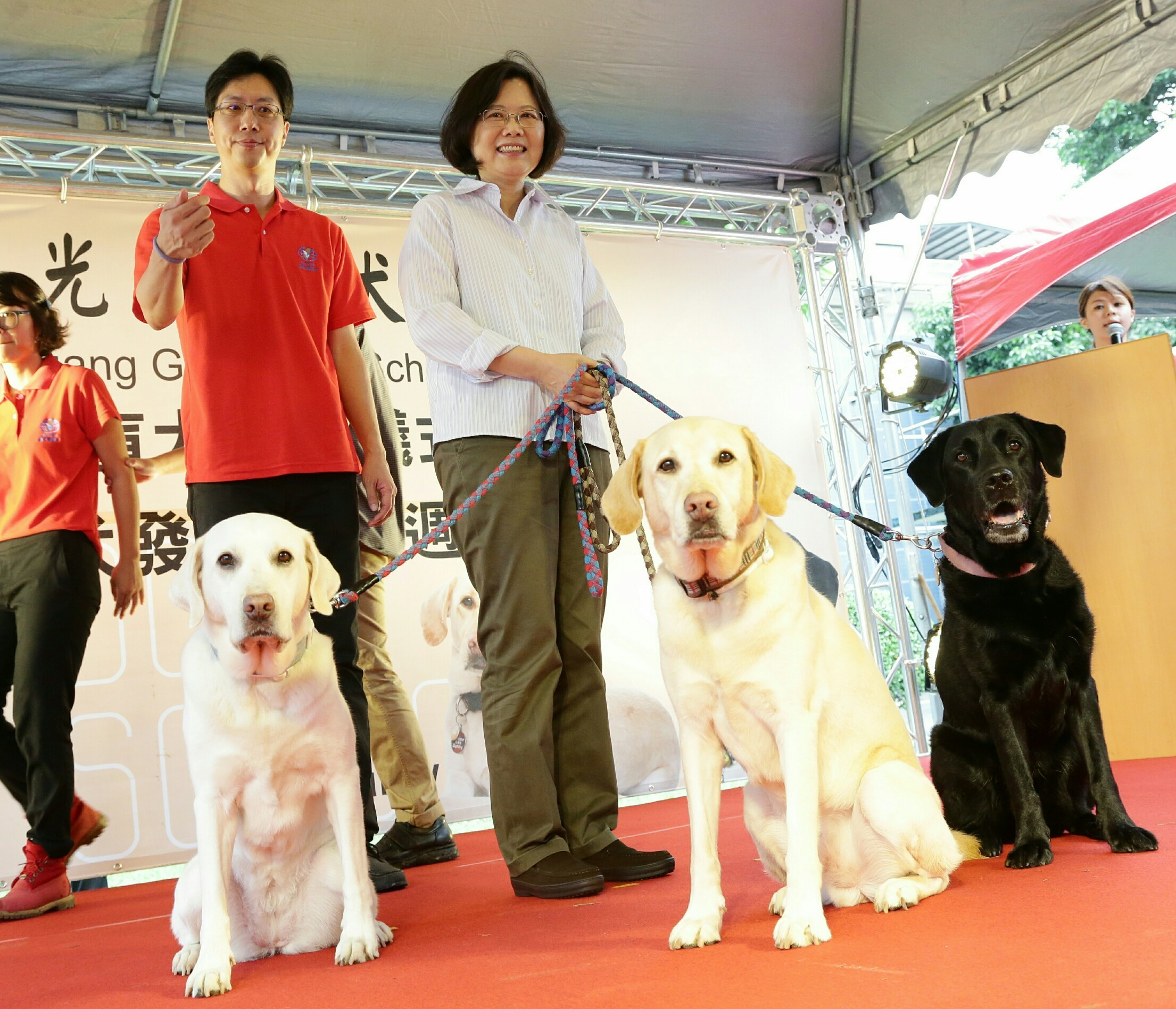
蔡英文在「2016年全球導盲犬發展百週年慶暨退役導盲犬收養儀式」上與其收養的三隻退役導盲犬Maru、Bella和Bunny合影（圖中右側之黑狗即為Maru）。

蔡英文在2016年經過民進黨台北市議員阮昭雄牽線，參與惠光導盲犬教育基金會活動，至10月15日，蔡英文領養了三隻退役導盲犬，包括Maru、Bella和Bunny。其中Maru是真正服役過的，原先替台灣盲人重建院的電腦老師張晉豪服務；另外兩隻是同胞姐弟（Bella、Bunny），是教學用的。

## 性格
蔡英文形容Maru是她三隻拉布拉多犬中最膽小的。

## 日常生活
現在三隻拉布拉多犬，全都住在車庫改裝的起居室，有自己的床和自己專用的碗，每天上午7時吃早餐、晚上6時吃晚餐，飯後休息一下就固定在庭院跑步運動。

## 公開活動
於2019年－2020年蔡英文角逐連任期間，蔡英文的三隻拉布拉多犬都有份參與其拉票工作。於2019年11月13日，蔡英文發佈宣傳競總成立影片，其中就有三隻拉布拉多犬的亮相。
於2019年11月21日，蔡英文的志工團曾經邀請惠光導盲犬教育基金會到全國暨台北市競選總部，並請來了蔡英文的三隻退役導盲犬。蔡英文亦交待讓三隻狗狗「有空就到競總幫忙拉票，賺自己的罐罐錢」，又鼓勵支持者多前往競選總部，來來就有越多機會遇到三隻狗狗，一起合影留念。